# Daniel Gall
Pour les articles homonymes, voir Gall.
Daniel Gall est un acteur français, né le 2 octobre 1938 à Bergerac et mort le 9 décembre 2012 à Bobigny à l'âge de 74 ans des suites d'une longue maladie.
Très présent au théâtre, il était également actif dans le doublage, ayant notamment été la voix récurrente de Jerry Orbach, ainsi que celles de Fritz Wepper et Bill Bixby. De plus, il a prêté sa voix dans plusieurs séries d'animation comme Candy, et Goldorak, dans laquelle il double Actarus ,. Il a été le narrateur dans les quatre premiers jeux vidéo Harry Potter (Harry Potter à l'école des sorciers, Harry Potter et la Chambre des secrets, Harry Potter et le Prisonnier d'Azkaban, Harry Potter et la Coupe de feu), Saren Arterius dans Mass Effect ou encore Iarl Rendon Howe dans Dragon Age: Origins.

## Biographie
Responsable syndical du Syndicat Français des Artistes Interprètes, il s'est battu pendant 25 ans pour la reconnaissance des droits de propriété intellectuelle des artistes de doublage. Une Convention, dite DAD.R a été signée et étendue début 2005.
Il est inhumé le 14 décembre 2012 et repose au Cimetière du Père-Lachaise.[réf. nécessaire]

## Théâtre
Sources : RS Doublage
- Ubu Roi d'Alfred Jarry, mise en scène par Jean Vilar, Théâtre national populaire : Mime-soldat-cheval
- La Célestine, mise en scène par Maurice Jacquemont, Festival de Sarlat : le paysan
- Othello ou le Maure de Venise, mise en scène par Maurice Jacquemont, Festival de Sarlat : Cassius
- Parades, mise en scène par Gilles Léger, Festival de Sarlat : Mime-acrobatie
- L’Enlèvement au sérail, mise en scène par Louis Noguéra, Festival de Bellac : Selim Pacha
- Le Génie de la forêt, tournée SO
- École de dressage, mise en scène par Yves Gasc, tournée France : Alonzo
- Antigone, mise en scène par Jean Davy, tournée États-Unis : Hémon
- Va, cours, vole, mise en scène par Raymond Castans, Célestins Lyon
- On ne sait jamais tout, mise en scène par Daniel Leveugle, T.E.P : Francesco Savio
- Ce soir on improvise, mise en scène par André Barsacq, Atelier : Sarelli
- Lucrèce Borgia, mise en scène par Bernard Jenny, au Vieux Colombier : Gennaro
- L'Avare de Molière, mise en scène par Marcel Cuvelier, tournée Scandinavie : Valère
- L'Arlésienne, mise en scène par Jean Deninx, au mai de Bordeaux : Frédéric
- Ruy Blas, Matinées scolaires : Don César de Bazan
- Judith, mise en scène par Jacques Seyrès, Festival Fourvières : l’archange
- Le Bossu, mise en scène par Gérard Dournel, Festival Vaison : Nevers
- Le Voyage de Thésée, mise en scène par Michel Etcheverry, Festival de Bellac : le Minotaure
- Le Sacrifice, mise en scène par Vassilis Diamantopoulos (en), Festival Châtillon : Synésias
- Tartarin de Tarascon, mise en scène par Jean Le Poulain, Théâtre Antony : Grégory
- Le Jeu de l'amour et du hasard, mise en scène par Stéphane Meldegg, au Théâtre Athénée : Dorante
- Shéhérazade, mise en scène par Jean Rougerie, Théâtre Antony : Shazénian
- Femmes, femmes..., mise en scène par Christian Le Guillochet, Café-théâtre : Il
- L’Échange, mise en scène par Sophie Laurence, Tournée R.F.A. : Louis Laine
- Voulez-vous jouer avec môa?, mise en scène par Sophie Laurence, Tournée Liban : Auguste
- Andromaque, mise en scène par Sophie Laurence, Tournée Liban : Pyrrhus
- Les Fourberies de Scapin, mise en scène par Edmond Tamiz, Récamier : Octave
- Le Chasseur français, mise en scène par S. Peyrou, Théâtre Présent : André
- La Tour de Nesle, mise en scène par Raymond Paquet, tournée Antilles : D'Aulnay
- La Vie du Roi Saint-Louis, mise en scène par Jean Rougerie, Chapiteau : St Louis
- Les Caprices de Marianne, mise en scène par Guy Parigot, Comédie de l’Ouest : Octave
- La Mégère apprivoisée, mise en scène par Guy Parigot, Comédie de l’Ouest : d'Audiberti
- Le Médecin malgré lui, mise en scène par Jean-Marc Thibault, tournée Antilles : Léandre
- Le Stratagème des Roués, mise en scène par Jean Rougerie, Théâtre Antony : Aimwell
- Théâtre de Clara Gazul, mise en scène par Jean Rougerie, Théâtre Antony : Don Pablo
- Électre de Silvia Monfort, Les Halles : Oreste
- La Vie de Molière, mise en scène par Jean Rougerie, tournée Scandinavie : Récitant
- Refrains, mise en scène par A. Lavanant, Théâtre de 10 heures : tous rôles
- Le Bel Indifférent, au Tourtour : Emile
- Show Henri Salvador, mise en scène par Henri Salvador, Théâtre de la Villette : divers sketches
- Caligula, mise en scène par Georges Vitaly, tournée États-Unis : Chéréa
- Celui qui partira, mise en scène par Jean-Claude Robbe, Festival de Sarlat
- 1961 : L'Annonce faite à Marie de Paul Claudel, mise en scène par Pierre Franck, tournée États-Unis : Jacques Hury
- 1963 : L'École de dressage de Francis Beaumont et John Fletcher, mise en scène Yves Gasc, Théâtre Récamier
- 1966 : L'Ordalie ou la Petite Catherine de Heilbronn de Heinrich von Kleist, Jean Anouilh et Roland Piétri, Théâtre Montparnasse
- 1973 : Le Médecin malgré lui de Molière, mise en scène Jean-Marc Thibault, Théâtre Firmin Gémier
- 1978 : Punk et Punk et Colégram de Fernando Arrabal, mise en scène par Georges Vitaly,Théâtre du Lucernaire
- 1987 : Moi, moi et moi de Henri Mitton, mise en scène par Georges Vitaly, au Lucernaire : Moi

## Filmographie

### Cinéma
- 1967 : Les Demoiselles de Rochefort de Jacques Demy : le 2d marin
- 1971 : Aussi loin que l'amour de Frédéric Rossif : le fils Schneider
- 1983 : Flics de choc de Jean-Pierre Desagnat : Roméaut

### Télévision
- 1963 : Le Théâtre de la jeunesse : Jean Valjean d'après Les Misérables de Victor Hugo, réalisation Alain Boudet
- 1963 : Horace de Jean Kerchbron : Flavian
- 1963 : Les Espagnols en Danemark de Jean Kerchbron : le marin
- 1963 : Jean Valjean d'Alain Boudet : lieutenant
- 1964 : Cinna de Jean Kerchbron : Evandre
- 1965 : Ésope d'Éric Le Hung : Darios
- 1965 : Le Roi Lear de Jean Kerchbron : De Kent
- 1967 : Marion Delorme de Jean Kerchbron : De Gassé
- 1968 : Iphigénie de Jean Kerchbron : Achille
- 1968 : Thibaud ou les Croisades (série télévisée) d'Henri Colpi : Prince Fouad (saison 2, épisode 10 : Par le Fer et par le Feu)
- 1968 : La Prunelle d'Edmond Tyborowski
- 1969 : Minouche de Maurice Fasquel et Rinaldo Bassi : feuilleton
- 1969 : Fortune d'Henri Colpi : Jessie Clark
- 1969 : Un Bourgeois de Calais d'Alain Boudet : Ollivier
- 1972 : Les Rois maudits de Claude Barma : Cherchemont
- 1973 : Les Messieurs de St Roy de Pierre Goutas
- 1973 : Le Stratagème des Roués de François Villiers : Aimwell
- 1974 : Une vieille maîtresse de Jacques Trébouta : Chevrigny
- 1976 : Torquemada de Jean Kerchbron : Duc d’Alava
- 1976 : Le Siècle des Lumières de François Villiers : Uzbek
- 1983 : Les Cinq dernières minutes (épisode Rouge marine) série télévisée de Jean-Pierre Desagnat : Étienne Carriès
- 1989 : Commissaire Moulin, Police Judiciaire (l'Ours Vert)

## Doublage
Note : Les dates en italique correspondent aux sorties initiales des films dont Daniel Gall a assuré le redoublage ou le doublage tardif.

### Cinéma

#### Films
- Gary Cooper dans :
  - L'Extravagant Mr. Deeds (1936[n 1]) : Longfellow Deeds (2e doublage)
  - Le Cavalier du désert (1940[n 1]) : Cole Hardin (2e doublage)

- Terence Hill dans :
  - T'as le bonjour de Trinita (1967) : « Black Star »
  - La Colline des bottes (1969) : Cat Stevens

- Tim Thomerson dans :
  - Car Wash (1976) : Kenny
  - Un mariage (1978) : Russell Bean

- 1954[n 2] : Le Cavalier traqué : Ben (Kem Dibbs)
- 1954[n 3] : Une femme qui s'affiche : Evan Adams III (Peter Lawford)
- 1955[n 4] : Fort Yuma : le caporal Cassidy (Edmund Penney)
- 1956[n 5] : La Vengeance de l'indien : Frank Madden (Guy Madison)
- 1967 : Sept secondes en enfer : Sherman McMasters (Monte Markham)
- 1967 : Le Dernier Face à face : le shérif local[Qui ?]
- 1967 : Le Crédo de la violence : Child (William Wellman Jr.)
- 1967 : Les Chiens verts du désert : le lieutenant Roland Wolf (Horst Frank)
- 1968 : Les colts brillent au soleil : Tony (Andrea Giordana)
- 1968 : Pendez-les haut et court : le prêcheur (James McArthur)
- 1968 : El Gringo (Blue) : Jess Parker (Anthony Costello)
- 1968 : Police sur la ville : Tom Gavin (Dallas Mitchell)
- 1968 : On achève bien les chevaux : l'autre juge[Qui ?]
- 1968 : L'Amour à cheval : l'homme dans la voiture (Gabriele Tinti) et le réceptionniste de l'hôtel[Qui ?]
- 1969 : Queimada : Jack (Carlo Palmucci)
- 1970 : Barquero : Fair (John Davis Chandler)
- 1970 : De l'or pour les braves : Gutowski (Richard Davalos)
- 1970 : Les Derniers Aventuriers : El Lobo (Yorgo Voyagis)
- 1970 : Patton : le pasteur militaire (David Healy)
- 1970 : Le Soleil blanc du désert : le commandant de cavalerie Rakhimov (Musa Doudaïev)
- 1970 : El topo : le fils d'El Topo, adulte (Robert John)
- 1971 : La Grande Chevauchée de Robin des Bois : Allan (Mark Damon)
- 1971 : Les Nuits rouges de Harlem : Ben Buford (Christopher St. John)
- 1971 : Les Chiens de paille : Norman Scutt (Ken Hutchison)
- 1971 : La Rage du tigre : le narrateur (1er doublage)
- 1971 : Les Doigts croisés : l'officier britannique (Robin Parkinson)
- 1971 : Le Baron rouge : le lieutenant Roy Brown (Don Stroud)
- 1972 : L'Aventure du Poséidon : le premier lieutenant Larsen (Charles Bateman)
- 1972 : La Fureur du dragon : Colt (Chuck Norris) (1er doublage)
- 1972 : Aguirre, la colère de Dieu : don Pedro de Ursúa (Ruy Guerra)
- 1972 : Junior Bonner, le dernier bagarreur : Red Terwiliger (Bill McKinney)
- 1972 : La Dernière Maison sur la gauche : Fred « Weasel » Podowski (Fred J. Lincoln (en))
- 1972 : Le Joueur de flûte : Franz (John Hurt)
- 1972 : La Clinique en folie : Dr Quagliomo (Brett Halsey)
- 1972 : La Poussière, la Sueur et la Poudre : un complice du voleur de chevaux (Dennis Fimple)
- 1973 : American Graffiti : le voleur du magasin d'alcool (James Cranna)
- 1973 : Papillon : le sergent Santini (Ron Soble)
- 1973 : Les Cordes de la potence : le shérif adjoint Gordine (Murray MacLeod)
- 1973 : Les Invitations dangereuses : Anthony (Ian McShane)
- 1973 : Breezy : l'ami de Paula (Buck Young) et le vétérinaire (Scott Holden)
- 1973 : Les Dix Derniers Jours d'Hitler : Otto Günsche (John Hallam)
- 1973 : Le Boss : Pignataro (Marino Masè)
- 1974 : Conversation secrète : Martin Stett (Harrison Ford) (1er doublage)
- 1974 : Les Derniers Jours de Mussolini : le capitaine Enrico Mattei[Qui ?]
- 1974 : Les Durs : l'homme de main de Petralia à l'église (Romano Puppo) et la voix off du répartiteur de Police[Qui ?]
- 1974 : Tant qu'il y a de la guerre, il y a de l'espoir : Helmut (Jacques Moreau)
- 1975 : La Sanction : Karl Freytag (Reiner Schöne)
- 1975 : La Kermesse des aigles : Duke (Scott Newman)
- 1975 : L'Odyssée du Hindenburg : Martin Vogel (Roy Thinnes)
- 1975 : Capone de Steve Carver : Pete Gusenberg (Martin Kove)
- 1975 : Un coup de deux milliards de dollars : Arik (Arik Dichner)
- 1975 : Spécial Magnum : Ned Matthews (John Saxon)
- 1975 : La Toile d'araignée : lieutenant Franks (Richard Jaeckel)
- 1975 : Rosebud : le boy scout (Tony Gittelson)
- 1976 : Taxi Driver : « Sport » Matthew (Harvey Keitel)
- 1976 : King Kong : Carnahan (Ed Lauter)
- 1976 : Keoma : Sam Shannon (Joshua Sinclair)
- 1976 : La Bataille de Midway : Ens. George H. Gay (Kevin Dobson)
- 1976 : Meurtre pour un homme seul : Justin (Marco St. John)
- 1976 : Intervention Delta : Martin (Henry Brown)
- 1976 : Vengeance d'outre-tombe : Carl (Julian Christopher)
- 1976 : Les Mercenaires : l'opérateur radio de la base (Don McCorkindale)
- 1976 : La Carrière d'une femme de chambre : un peintre en bâtiment[Qui ?] et un serveur[Qui ?]
- 1976 : Dynamite Girls : Jake (Christopher Pennock)
- 1976 : Cœur de verre : un villageois à la taverne[Qui ?]
- 1977 : Les Grands Fonds : David Sanders (Nick Nolte)
- 1977 : New York, New York : le réceptionniste du premier hôtel (Dimitri Logothetis)
- 1977 : Annie Hall : un invité habillé en blanc à la fête de Tony Lacey[Qui ?]
- 1977 : Le Convoi de la peur : Spider (Joe Spinell)
- 1977 : L'Ultimatum des trois mercenaires : Lawrence Dell (Burt Lancaster)
- 1977 : Tentacules : Don (Marc Fiorini)
- 1977 : La Sentinelle des maudits : Jack (Jeff Goldblum)
- 1977 : Rage : le policier à la clinique (Vlasta Vrana)
- 1977 : On m'appelle Dollars : Carnell Dinwitty (Johnny Ray McGhee)
- 1977 : Les Requins du désert : Georges (Michael Coby)
- 1978 : Superman : Patterson (Steve Kahan) (1er doublage)
- 1978 : L'ouragan vient de Navarone : 1er officier allemand interrogateur (Leslie Schofield)
- 1978 : Faut trouver le joint : Strawberry (Tom Skerritt)
- 1978 : Sauvez le Neptune : Hanson (David Wilson)
- 1978 : Fedora : François, l'huissier (Jacques Maury)
- 1978 : La Grande Bataille : le lieutenant Manfred Roland (Stacy Keach)
- 1978 : Mon nom est Bulldozer : un militaire américain[Qui ?]
- 1978 : L'Empire du Grec : James Cassidy (James Franciscus)
- 1978 : Le Faiseur d'épouvantes : Dr Jack Hughes (Jon Cedar)
- 1978 : Bermudes : Triangle de l'enfer : Andrés Montoya (Andrés Garcia)
- 1979 : Apocalypse Now : le premier officier venant chercher Willard[Qui ?] (1er doublage)
- 1979 : Rocky 2 : La Revanche : l'entraîneur d'Apollo (Tony Burton)
- 1979 : L'Ultime attaque : lieutenant Melvill (James Faulkner)
- 1979 : Justice pour tous : Warren Fresnell (Larry Bryggman)
- 1979 : Airport 80 Concorde : Robert Palmer (John Davidson)
- 1979 : Terreur sur la ligne : Dr Mandrakis (Carmen Argenziano)
- 1979 : Le Putsch des mercenaires : Peter Swansey (John Paronson)
- 1979 : L'Homme en colère : le gérant du club (Vlasta Vrana)
- 1980 : Xanadu : le comptable (Mickey McMeel)
- 1980[n 6] : Les Dieux sont tombés sur la tête : Jack Hind (Nic de Jager)
- 1980 : Ça va cogner : Tony Paoli Jr. (Ken Lerner)
- 1980 : La Secte des cannibales : Mark Butler (Robert Kerman)
- 1981 : Absence de malice : Eddie Frost (Arnie Ross)
- 1981 :  L'Œil du témoin : le lieutenant Black (Morgan Freeman)
- 1981 : Excalibur : Duc de Cornouailles (Corin Redgrave)
- 1981 : Le Prince de New York : Rick Cappalino (Norman Parker)
- 1981 : L'Anti-gang : Sharky (Burt Reynolds)
- 1981 : Wolfen : Christopher Van Der Veer (Max M. Brown)
- 1982 : Meurtres en 3 dimensions : Rick (Paul Kratka)
- 1983 : Risky Business : Guido (Joe Pantoliano)
- 1983 : La Nuit des juges : Détective Paul Mackey (Dick Anthony Williams)
- 1983 : L'Héritier de la panthère rose : inspecteur en chef Jacques Clouseau (Roger Moore)
- 1983 : L'Esprit d'équipe : Pop (Charles Cioffi)
- 1984 : L'Épée du vaillant : Sir Gawain (Miles O'Keeffe)
- 1985 : Peur bleue : shérif Joe Haller (Terry O'Quinn)
- 1985 : Le Secret de la pyramide : l'inspecteur Lestrade (Roger Ashton-Griffiths)
- 1985 : Le Dernier Dragon : Sal, le 1er voyou (Sal Russo)
- 1986 : Hannah et ses sœurs : Dr Smith (Benno Schmidt)
- 1986 : Stand by Me : Bob Cormier (Matt Williams)
- 1986 : Le Flic était presque parfait : Harry (James Tolkan)
- 1987 : Cry Freedom : Bruce (John Hargreaves)
- 1987 : Malone, un tueur en enfer : Patterson (Brooks Gardner)
- 1987 : Cold Steel : Sur le fil du rasoir : Isaac dit "Iceman" (Jonathan Banks)
- 1988 : Un poisson nommé Wanda : le greffier (John Bird)
- 1988 : Bagdad Café : un routier[Qui ?]
- 1990 : Moon 44 : major Lee (Malcolm McDowell)
- 1991 : Sacré sale gosse : Reed Standish (Christopher McDonald)
- 1991 : Highlander, le retour : David Blake (John C. McGinley)
- 1993 : Piège en eaux troubles : inspecteur Eddie Eiler (Brion James)
- 1993 : Fortress : Poe, le directeur de la prison (Kurtwood Smith)
- 2011 : La Dame de fer : l'amiral Fieldhouse (David Rintoul)
- 2011 : Le Casse de Central Park : M. Simon (Judd Hirsch)
- 2011 : Le Stratège : le coach Tom Martinez (Tom Gamboa)

#### Films d'animation
- 1938[n 7] : L'Ange gardien de Donald : la mauvaise conscience
- 1981 : Métal hurlant : Den
- 1982 : Albator 84 : L'Atlantis de ma jeunesse : Zoll

### Télévision

#### Téléfilms
- 1967 : L'Homme en fuite : Vince McKay (Michael Parks)
- 1974 : The California Kid : Buzz Stafford (Nick Nolte)
- 1975 : Le Triangle du Diable : Strickland (Ed Lauter)
- 1975 : The Kansas City Massacre : l'épicier (David Raydon) et autres personnages secondaires
- 1977 : Charlie Cobb Détective : Belle nuit pour une pendaison : Waco Burns (Christopher Connelly)
- 1978 : Du feu dans le ciel : le chef contrôleur aérien (David Burke Rhind)
- 1980 : The Jayne Mansfield Story : Mickey Hargitay (Arnold Schwarzenegger)[7]
- 2001 : Le Crime de l'Orient-Express : Wolfgang Bouc (Fritz Wepper)

#### Séries télévisées
- Jerry Orbach dans :
  - Arabesque : Harry Mac Graw
  - La Loi du privé : Harry Mac Graw
  - New York, police judiciaire : 
    - l'avocat Frank Lehrman (saison 2, épisode 2 : Le Salaire de l'amour)
    - l'inspecteur Lennie Briscoe (saisons 3 à 14)

  - New York, section criminelle : inspecteur Lennie Briscoe

- Geoffrey Lewis dans :
  - L'Agence tous risques (1984) : Kale Sykes (saison 2, épisode 22)
  - L'Agence tous risques (1985) : le colonel Mack Stoddard (saison 4, épisode 11)

- Ray Wise dans :
  - Pour l'amour du risque (1984) : Dick Braddon (saison 5, épisode 20)
  - Supercopter (1986) : Victor Resnick (saison 3, épisode 18)

- Columbo (1974 et 1990) : 
  - Karl Lessing (Martin Sheen) (saison 3, épisode 1 : Adorable mais dangereuse)
  - Enrico Garcini (Gary Conway) (saison 3, épisode 2 : Quand le vin est tiré)
  - le policier patrouilleur (Jude Farese) (saison 3, épisode 3 : Candidat au crime)
  - le sergent Young (Paul Shenar) (saison 3, épisode 5 : Édition tragique)
  - Hugh Caldwell (Michael McGuire) (saison 3, épisode 8 : En toute amitié)
  - le sergent (James A. Watson, Jr) et un joueur de poker (Victor Bevine) (saison 9, épisode 5 : Couronne mortuaire, 1990)
  - Armando Pucci (Nick Franco) (saison 13, épisode 1 : Le Meurtre aux deux visages)

- 1983-1987 : L'Agence tous risques : 
  - Trigg (Michael Swan) (saison 1, épisode 12)
  - le colonel Roderick Decker (Lance LeGault[8]) (10 épisodes)
  - M. Carson (Kurtwood Smith) (saison 2, épisode 15)
  - le capitaine Crane (Carl Franklin[9])
  - le faux Baracuda (Tony Brubaker) (saison 3, épisode 9)
- 1965-1969 : La Grande Vallée : Heath Barkley (Lee Majors)
- 1966 : Les Mystères de l'Ouest : Gupta (Michael York III[10]) (saison 2, épisode 2)
- 1966-1967 : Alias le Baron : David Marlowe (Paul Ferris)
- 1967-1975 : L'Homme de fer : le sergent Ed Brown (Don Galloway) (195 épisodes)
- 1968-69 : Les Champions : Craig Stirling (Stuart Damon)
- 1974-1998 : Inspecteur Derrick : Harry Klein, l'adjoint de l'inspecteur Derrick (Fritz Wepper) (280 épisodes)
- 1975 : Starsky et Hutch : le procureur Henderson (Morgan Sterne) (saison 1, épisode 1)
- 1977-1982 : L'Incroyable Hulk : Dr David Bruce Banner[11] (Bill Bixby) (82 épisodes)
- 1978-1979 : Le Retour du Saint : Simon Templar « le Saint » (Ian Ogilvy) (24 épisodes)

- Le Renard : 
  - 1979 : 
    - Bodo Sterz (Peter Dirschauer (de)) (saison 3, épisode 5 : Le Commanditaire)
    - Rolf Schwörmann (Arthur Brauss) (saison 3, épisode 13 : Illusion)

  - 1981 : Gerd Steiner (Claus Biederstaedt) (Saison 5, épisode 2 : Lundi noir)
  - 1986 : Werner Schenk (Bernd Herberger (de)) (Saison10, épisode 12 : Soupçon)
  - 1990 : Uwe Wissmuth (Robert Atzorn) (saison 14, épisode 4 : Le calibre 38)
  - 1994 : Burghard Heidberg (Christian Kohlund) (saison 18, épisode 8 : Ta mort sera la mienne)

- 1980-1982 : Flamingo Road : Sam Curtis (John Beck) (38 épisodes)
- 1982-1983 : Frank, chasseur de fauves : Frank Buck (Bruce Boxleitner) (17 épisodes)
- 1982 : La Petite Maison dans la prairie : John Carter (Stan Ivar) (11 épisodes, 1re voix)
- 1982 : X-Or : K-Rex (Michiro Handa) (1 épisode)
- 1986-1991 : Les Feux de l'amour : David Kimble (Michael Corbett) (6 épisodes)
- 1986 : Arabesque : le Procureur Tom Casselli (David Ackroyd)
- 1988-1989 : Nick et Hillary : Nick Tattinger (Stephen Collins) (13 épisodes)
- 1991 : New York, police judiciaire : David Alcott (Nicolas Surovy) ([saison 2, épisode 5 : Un acte malheureux)
- 1992-1995 : Petite Fleur : Nick Russo, le père (Ted Wass) (18 épisodes)
- 2000 : Siska : un policier de la scientifique et l'assistant du théâtre (saison 3, épisode 3 : Le Dernier Concert)
- 2003 : Siska : Philip Meinhard (Wilm Roil (de)) (saison 6, épisode 6 : Musique russe)
- 2008-2010 : Legend of the Seeker : L'Épée de vérité : Zeddicus « Zed » Zu'l Zorander (Bruce Spence) (44 épisodes)

#### Séries d'animation
- Candy : M. Hathaway
- Goldorak : Actarus
- Les Malheurs de Sophie : M. de Réan (+ direction artistique)
- Bouba : Daklahoma
- Jayce et les Conquérants de la lumière : Herc (voix de remplacement)

### Jeux vidéo
- 1996 : Secret Mission : voix additionnelles[n 8]
- 2000 : Daikatana : Kage Mishima
- 2001 : Harry Potter à l'école des sorciers : le narrateur
- 2002 : Harry Potter et la Chambre des secrets : le narrateur
- 2004 : Far Cry : Dr Krieger[n 8]
- 2004 : Halo 2 : l'amiral Terrence Hood
- 2004 : Harry Potter et le Prisonnier d'Azkaban : la voix qui prononce la phrase de la carte du maraudeur
- 2004 : World of Warcraft : le narrateur
- 2005 : Harry Potter et la Coupe de feu : le narrateur
- 2005 : Jade Empire : le seigneur Yun et le Soldat de Fer
- 2007 : Mass Effect : Saren Arterius
- 2007 : Halo 3 : l'amiral Terrence Hood
- 2007 : TimeShift : Aiden Krone
- 2008 : Gears of War 2 : Richard Prescott
- 2009 : Dragon Age: Origins : Iarl Rendon Howe[n 8]
- 2010 : Fallout: New Vegas : Doc Mitchell
- 2011 : Gears of War 3 : Richard Prescott

## Discographie
- 1983 : Desperado Muerte! (Philips)[12]